# Eslinga

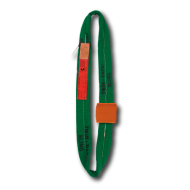
Eslinga de càrrega

Una eslinga és una eina d'elevació. És l'element intermedi que permet enganxar una càrrega a un ganxo d'hissat o de tracció. Consisteix en una cinta amb un ample o llarg específic (varien segons la seva resistència, els models i els fabricants) en què els extrems acaben en un llaç. El material de què està feta l'eslinga pot ser material sintètic o acer.